# Бельсіто
Бельсіто (італ. Belsito, сиц. Bersitu) — муніципалітет в Італії, у регіоні Калабрія,  провінція Козенца.
Бельсіто розташоване на відстані близько 440 км на південний схід від Рима, 45 км на північний захід від Катандзаро, 14 км на південь від Козенци.
Населення — 925 осіб (2014).
Щорічний фестиваль відбувається 24 червня. Покровитель — святий Іван Хреститель.

## Демографія
Населення за роками:

Станом на 1 січня 2023 року в муніципалітеті офіційно проживав 51 іноземець з 12 країн, серед них 17 громадян країн Євросоюзу.

## Сусідні муніципалітети
- Альтілія
- Карпанцано
- Маліто
- Марці
- Патерно-Калабро